# Sierra Leone-i labdarúgó-szövetség
A Sierra Leone-i labdarúgó-szövetség (rövidítve: SLAFA) Sierra Leone nemzeti labdarúgó-szövetsége. A szervezetet 1967-ben alapították, ugyanebben az évben csatlakozott a Nemzetközi Labdarúgó-szövetséghez, valamint az Afrikai Labdarúgó-szövetséghez. A szövetség szervezi a Sierra Leone-i labdarúgó-bajnokságot. Működteti a férfi valamint a női labdarúgó-válogatottat.